# 上阿恩巴赫
上阿恩巴赫是德国莱茵兰-普法尔茨州的一个市镇。总面积5.08平方公里，总人口426人，其中男性209人，女性217人（2011年12月31日），人口密度84人/平方公里。